# Olympische Jugend-Winterspiele 2012/Teilnehmer (Chinese Taipei)
| Gelbes Symbol für Goldmedaillen mit stilisierten Olympischen Ringen | Graues Symbol für Silbermedaillen mit stilisierten Olympischen Ringen | Braundes Symbol für Bronzemedaillen mit stilisierten Olympischen Ringen |
| ------------------------------------------------------------------- | --------------------------------------------------------------------- | ----------------------------------------------------------------------- |
| —                                                                   | —                                                                     | —                                                                       |

Die Republik China nahm unter dem Namen Chinesisch Taipeh an den Olympischen Jugend-Winterspielen 2012 in Innsbruck mit vier Athleten in drei Sportarten teil.

## Sportarten

### Rennrodeln
| Athleten   | Wettbewerb | Durchgang 1 | Durchgang 2 | Gesamt       | Gesamt |
| Athleten   | Wettbewerb | Zeit        | Zeit        | Zeit         | Rang   |
| ---------- | ---------- | ----------- | ----------- | ------------ | ------ |
| Jungen     |            |             |             |              |        |
| Lien Te-an | Einsitzer  | 41,044 s    | 40,856 s    | 1:21,900 min | 20     |

### Shorttrack
| Athleten        | Wettbewerb | Viertelfinale | Viertelfinale | Halbfinale   | Halbfinale | Finale       | Finale |
| Athleten        | Wettbewerb | Zeit          | Rang          | Zeit         | Rang       | Zeit         | Rang   |
| --------------- | ---------- | ------------- | ------------- | ------------ | ---------- | ------------ | ------ |
| Jungen          |            |               |               |              |            |              |        |
| Yin-Cheng Chang | 500 m      | 48,113 s      | 4             | 46,824 s     | 1          | 46,412 s     | 11     |
| Yin-Cheng Chang | 1000 m     | 1:53,640 min  | 4             | 1:37,806 min | 2          | 1:59,205 min | 11     |
| Mädchen         |            |               |               |              |            |              |        |
| Yu-Tzu Lin      | 500 m      | 49,423 s      | 4             | 48,598 s     | 2          | 49,492 s     | 13     |
| Yu-Tzu Lin      | 1000 m     | 1:39,749 min  | 3             | 1:39,539 min | 1          | 1:39,185 min | 9      |

### Ski Alpin
| Athleten    | Wettbewerb   | Durchgang 1 | Durchgang 2 | Gesamt      | Gesamt |
| Athleten    | Wettbewerb   | Zeit        | Zeit        | Zeit        | Rang   |
| ----------- | ------------ | ----------- | ----------- | ----------- | ------ |
| Jungen      |              |             |             |             |        |
| Meng-Che Wu | Riesenslalom | 1:36,28 min | 1:30,81 min | 3:07,09 min | 38     |
| Meng-Che Wu | Slalom       | 1:14,46 min | 1:11,01 min | 2:25,47 min | 35     |